# 南海無鰭鰩
南海無鰭鰩（学名：Anacanthobatis nanhaiensis）又稱南海施氏鳐，为軟骨魚綱鰩目無棘鰩科的鱼类。在中国，分布于珠江口外海等，深度474至500公尺，棲息在沙泥底質的大陸坡，為深海底棲性魚類，屬肉食性，生活習性不明。该物种的模式产地在珠江口外海。